# 무법자 조시 웰즈
《무법자 조시 웰즈》(영어: The Outlaw Josey Wales)는 1976년 개봉한 미국의 수정주의 서부극 영화이다. 클린트 이스트우드이 감독을, 필립 코프먼이 공동각본을 맡았다. 1996년 미국 국립영화등기부에 등재되었다.